# Cayo Calpurnio Pisón (pretor)
Cayo o Gayo Calpurnio Pisón  fue un político y militar romano del siglo III a. C. perteneciente a la gens Calpurnia.

## Familia
Pisón fue miembro de los Calpurnios Pisones, la rama familiar más célebre de la gens Calpurnia, y la persona más antigua conocida que usó el cognomen Pisón. Por la filiación de uno de sus hijos se sabe que su padre se llamaba Cayo Calpurnio y, aunque su esposa no ha quedado registrada, tuvo dos hijos: Cayo Calpurnio Pisón y Lucio Calpurnio Pisón.

## Carrera pública
Nació alrededor del año 251 a. C. Siendo pretor urbano el año 211 a. C., se le encomendó la defensa del monte Capitolino cuando Aníbal se aproximó a la ciudad con intención de tomarla. Eso no impidió que organizara los Juegos Apolinares, votados por el Senado a propuesta del propio pretor, y cuya celebración se convirtió en fiesta anual tras ese año. El acontecimiento todavía se recordaba en el siglo I a. C. en las monedas acuñadas por sus descendientes los Pisones Frugis.
A principios del año 210 a. C. el Senado le prorrogó el cargo y sustituyó a Marco Junio Silano en las operaciones militares en Etruria. Ese mismo año Quinto Fulvio Flaco le trasladó a Capua, pero había regresado a Etruria antes de finalizar el año, donde permaneció hasta el año 208 a. C. en que fue reemplazado por Cayo Hostilio Túbulo. Antes de abandonar su puesto, informó al Senado que la sublevación etrusca del año 208 a. C. se había originado en Arretium.
Friedrich Münzer lo identificó con un Cayo Calpurnio mencionado por Tito Livio entre los prisioneros que Aníbal envió a Roma para negociar la paz tras la batalla de Cannas.